# Eisnerpriset
Eisnerpriset (Eisner Award) är ett av de mest betydelsefulla amerikanska priserna inom tecknade serier, utdelat i ett antal kategorier. Priset är uppkallat efter den banbrytande författaren och konstnären Will Eisner, som deltog i prisutdelningen fram tills sin död 2005. Eisnerpriset instiftades när Kirbypriset slutade att delas ut 1987.
Priset delas ut inom ett tjugotal olika kategorier, baserat på insatser under det föregående kalenderåret, som nomineras av en panel bestående av fem medlemmar. Yrkesverksamma inom serietidningsproduktion röstar på de nominerade och resultaten presenteras vid det årliga konventet Comic-Con International i San Diego, Kalifornien, USA. Sedan 1990 har Jackie Estrada fungerat som prisförrättare.
Man brukar kalla Eisnerpriset för de tecknade seriernas Oscar.

## Historia
Eisnerpriset har sin bakgrund i Kirbypriset (the Jack Kirby Awards) som grundades av förlaget Fantagraphics Books, där den första upplagan delades ut under 1985 års Comic-Con i San Diego. Närvarande var då Jack Kirby, efter vilken priset fått sitt namn.
Administrationen av Kirbypriset gjordes av den Fantagraphics-anställde Dave Olbrich som 1987 lämnade företaget. Detta ledde till avslutandet av Kirbypriset och det samtidiga skapandet av två nya amerikanska serieutmärkelser: Harvey Awards (efter Harvey Kurtzman) och Will Eisner Comic Industry Awards. Det sistnämnda priset delades, i likhet med Kirbypriset, ut under Comic-Con, nu med skillnaden att det var Will Eisner som var prisutdelare.
Administrationen av denna nya utmärkelse, där det första utdelandet skedde 1988 för insatser under 1987, sköttes av en en ny ideell förening, Dave Olbrich hanterade administrationen under de två första åren, men 1990 delades inga priser ut. På förslag tog Comic-Con-organisationen över skötseln av priset, med Jackie Estrada som ny administratör. 1991 inleddes detta nya organiserande, och Estrada har därefter fortsatt i sin roll.
Så småningom fixerades Eisnerprisets utdelande som torsdagens stora kvällsevenemang, med fredagen bokad för Inkpot Award (populärkulturpris utdelat på Comic-Con sedan 1974) och dess prisbankett och lördagen för the Masquerade. 1995 slogs dock de båda prisens prisgalor ihop och utan någon särskild bankett. Prisutdelningen blev på fredag, inledningsvis arrangerat på Hyatt Hotel i San Diego, därefter på Ballroom 20 i mässcentret och senare på Indigo Ballroom på Hilton San Diego Bayfront.
Med åren har antalet priskategorier vuxit, vilket ledde till att de separata Inkpot Awards kommit att delas ut under separata evenemang under fredagens mässa. Redan 1988 delades dock priset ut i 15 kategorier.
1995 var första året då prisgalan hade en särskilt inbjuden högtidstalare, detta år i form av Neil Gaiman. Därefter har namn som Dave Gibbons, Frank Miller och romanförfattaren Michael Chabon uppburit motsvarande roll.

## Mottagare (i ett urval av kategorier)

### Bästa nya album (Graphic Album)
- 1991 – Elektra Lives Again, av Frank Miller och Lynn Varley (Marvel)
- 1992 – To the Heart of the Storm, av Will Eisner (Kitchen Sink)
- 1993 – Signal to Noise, av Neil Gaiman och Dave McKean (VG Graphics/Dark Horse)
- 1994 – A Small Killing, av Alan Moore och Oscar Zarate (Dark Horse)
- 1995 – Fairy Tales of Oscar Wilde Vol. 2, av P. Craig Russell (NBM)
- 1996 – Stuck Rubber Baby, av Howard Cruse (Paradox Press)
- 1997 – Fax from Sarajevo, av Joe Kubert (Dark Horse Books)
- 1998 – Batman & Superman Adventures: World's Finest, av Paul Dini, Joe Staton, och Terry Beatty (DC)
- 1999 – Superman: Peace on Earth, av Paul Dini och Alex Ross (DC)
- 2000 – Acme Novelty Library #13, av Chris Ware (Fantagraphics)
- 2001 – Safe Area Goražde, av Joe Sacco
- 2002 – The Name of the Game, av Will Eisner (DC)
- 2003 – One! Hundred! Demons! av Lynda Barry (Sasquatch Books)
- 2004 – Blankets, av Craig Thompson (Top Shelf)
- 2005 – The Originals, av Dave Gibbons (Vertigo/DC)
- 2006 – Top Ten: The Forty-Niners, av Alan Moore och Gene Ha (ABC)

- 2007 – American Born Chinese, av Gene Luen Yang (First Second)
- 2008 – Exit Wounds, av Rutu Modan (Drawn & Quarterly)
- 2009 – Swallow Me Whole, av Nate Powell (Top Shelf)
- 2010 – Asterios Polyp, av David Mazzucchelli (Pantheon)
- 2011 – Wilson av Daniel Clowes (Drawn and Quarterly) / Return of the Dapper Men, av Jim McCann och Janet Lee (Archaia)
- 2012 – Jim Henson's Tale of Sand, bearbetad av Ramon K. Perez (Archaia)
- 2013 – Building Stories, av Chris Ware (Pantheon)
- 2014 – The Property, av Rutu Modan (Drawn & Quarterly)
- 2015 – This One Summer, av Mariko Tamaki & Jillian Tamaki (First Second)
- 2016 – Ruins, av Peter Kuper (SelfMadeHero)
- 2017 – Wonder Woman: The True Amazon, av Jill Thompson (DC Comics)
- 2018 – My Favorite Thing Is Monsters, av Emil Ferris (Fantagraphics)
- 2019 – My Heroes Have Always Been Junkies, av Ed Brubaker and Sean Phillips (Image)
- 2020 – Are You Listening?, av Tillie Walden (First Second/Macmillan)
- 2021 – Pulp, av Ed Brubaker och Sean Phillips (Image)
- 2022 – Monsters, av Barry Windsor-Smith (Fantagraphics)
- 2023 – The Night Eaters, Book 1: She Eats the Night, av Marjorie Liu and Sana Takeda (Abrams ComicArts)
- 2024 – Roaming, av Mariko Tamaki och Jillian Tamaki (Drawn & Quarterly)
- 2025 – Lunar New Year Love Story, av Gene Luen Yang och LeUyen Pham (First Second/Macmillan)

### Bästa författare/tecknare (Writer/Artist)
- 1988 – Alan Moore och Dave Gibbons, Watchmen (DC)
- 1989 – Paul Chadwick, Concrete (Dark Horse)
- 1991 – Frank Miller och Geof Darrow
- 1992 – Peter David och Dale Keown, The Incredible Hulk (Marvel)
- 1993 – Frank Miller, Sin City, Dark Horse Presents (Dark Horse)
- 1993 – Mike Baron och Steve Rude, Nexus: The Origin (Dark Horse)
- 1994 – Jeff Smith, Bone (Cartoon Books)
- 1995 – Mike Mignola, Hellboy: Seeds of Destruction (Dark Horse/Legend)
- 1996 – David Lapham, Stray Bullets (El Capitan) - Best Writer/Artist: Drama
- 1997–2008 – uppdelat på 2 kategorier (Drama och Humor)
- 2009 – Chris Ware, Acme Novelty Library (Acme)
- 2010 – David Mazzucchelli, Asterios Polyp (Pantheon)
- 2011 – Darwyn Cooke, Richard Stark's Parker: The Outfit (IDW)
- 2012 – Craig Thompson, Habibi (Pantheon)
- 2013 – Chris Ware, Building Stories (Pantheon)
- 2014 – Jaime Hernandez, Love and Rockets New Stories #6 (Fantagraphics)
- 2015 – Raina Telgemeier, Sisters (Scholastic Graphix)
- 2016 – Bill Griffith, Invisible Ink: My Mother's Secret Love Affair with Famous Cartoonist (Fantagraphics)
- 2017 – Sonny Liew, The Art of Charlie Chan Hock Chye (Pantheon)
- 2018 – Emil Ferris, My Favorite Thing is Monsters (Fantagraphics)
- 2019 – Jen Wang, The Prince and the Dressmaker (First Second)
- 2020 – Raina Telgemeier, Guts (Scholastic Graphix)
- 2021 – Junji Itō, Remina, Venus in the Blind Spot (Viz Media)
- 2022 – Barry Windsor-Smith, Monsters (Fantagraphics)
- 2023 – Kate Beaton, Ducks: Two Years in the Oil Sands (Drawn & Quarterly)
- 2024 – Daniel Warren Johnson, Transformers (Image Skybound)
- 2025 – Charles Burns, Kommix + Final Cut + Unwholesome Love

(Fantagraphics; Pantheon; Partners & Son)

### Hall of Fame
De första namnen i "The Will Eisner Hall of Fame" invaldes 1987, då som del av Kirby Awards. Från och med 1999 har inval antingen kunnat ske via expertjury eller allmän omröstning.
- 1987 – Carl Barks, Will Eisner
- 1988 – Milton Caniff
- 1999 – Harvey Kurtman
- 1991 – Robert Crumb
- 1992 – Joe Shuster, Jerry Siegel, Wally Wood
- 1993 – C.C. Beck, William Gaines
- 1994 – Steve Ditko, Stan Lee
- 1995 – Frank Frazetta, Walt Kelly
- 1996 – Hal Foster, Bob Kane, Winsor McCay, Alex Raymond
- 1997 – Gil Kane, Charles M. Schulz, Julius Schwartz, Curt Swan
- 1998 – Neal Adams, Jean Giraud, Archie Goodwin, Joe Kubert
- 1999 – (juryval:) Jack Cole, L.B. Cole, Bill Finger, Gardner F. Fox, Mac Raboy, Alex Schomburg / (allmän omröstning:) Murphy Anderson, Joe Simon, Art Spiegelman, Dick Sprang
- 2000 – Bill Everett, Sheldon Mayer / George Herriman, Carmine Infantino, Al Williamson, Basil Wolverton
- 2001 – Dale Messick, Roy Crane / Chester Gould, Frank King, E.C. Segar, Marie Severin
- 2002 – Charles Biro, Osamu Tezuka / Sergio Aragonés, John Buscema, Dan Decarlo, John Romita Sr.
- 2003 – Hergé, Bernard Krigstein / Jack Davis, Will Elder, Al Feldstein, John Severin
- 2004 – Otto Binder, John Stanley, Kazuo Koike, Gōseki Kojima / Al Capp, Jules Feiffer, Don Martin, Jerry Robinson
- 2005 – Lou Fine, René Goscinny och Albert Uderzo / Johnny Craig, Hugo Pratt, Nick Cardy, Gene Colan
- 2006 – Floyd Gottfredson, William Moulton Marston / Vaughn Bodé, Ramona Fradon, Russ Manning, James Steranko
- 2007 – Robert Kanigher, Ogden Whitney / Ross Andru och Mike Esposito, Dick Ayers, Wayne Boring, Joe Orlando
- 2008 – Richard F. Outcault, Major Malcolm Wheeler-Nicholson / John Broome, Arnold Drake, Len Wein, Barry Windsor-Smith
- 2009 – Harold Gray, Graham Ingels / Matt Baker, Reed Crandall, Russ Heath, Jerry Iger
- 2010 – Burne Hogarth, Bob Montana / Steve Gerber, Dick Giordano, Michael W. Kaluta, Mort Weisinger
- 2011 – Ernie Bushmiller, Jack Jackson, Martin Nodell, Lynd Ward / Mort Drucker, Harvey Pekar, Roy Thomas, Marv Wolfman
- 2012 – Rudolph Dirks, Harry Lucey / Bill Blackbeard, Richard Corben, Katsuhiro Ōtomo, Gilbert Shelton
- 2013 –  Mort Meskin, Spain Rodriguez / Lee Falk, Al Jaffee, Trina Robbins, Joe Sinnott
- 2014 – Irwin Hasen, Sheldon Moldoff, Orrin C. Evans / Hayao Miyazaki, Alan Moore, Dennis O'Neil, Bernie Wrightson
- 2015 – Marjorie Henderson Buell, Bill Woggon / John Byrne, Chris Claremont, Denis Kitchen, Frank Miller
- 2016 – Carl Burgos, Tove Jansson / Lynda Barry, Rube Goldberg, Matt Groening, Jacques Tardi
- 2017 – Milt Gross, H.G. Peter, Antonio Prohías, Dori Seda / Gilbert Hernandez, Jaime Hernandez, George Pérez, Walt Simonson, Jim Starlin
- 2018 – Carol Kalish, Jackie Ormes / Charles Addams, Karen Berger, Dave Gibbons, Rumiko Takahashi
- 2019 – Jim Aparo, June Tarpé Mills, Dave Stevens, Morrie Turner / José Luis García-López, Jenette Kahn, Paul Levitz, Wendy och Richard Pini, Bill Sienkiewicz
- 2020 – Nell Brinkley, E. Simms Campbell / Alison Bechdel, Howard Cruse, Louise Simonson, Stan Sakai, Don och Maggie Thompson, Bill Watterson
- 2021 – Thomas Nast, Rodolphe Töpffer / Alberto Breccia, Stan Goldberg, Françoise Mouly, Lily Renée Phillips / Ruth Atkinson, Dave Cockrum, Neil Gaiman, Scott McCloud
- 2022 – Marie Duval, Rose O'Neill, Max Gaines, Mark Gruenwald, Alex Niño och P. Craig Russell / Howard V. Chaykin, Kevin Eastman, Larry Hama, Moto Hagio, David Mazzucchelli, Grant Morrison
- 2023 – Jerry Bails, Tony Dezuniga, Justin Green, Bill Griffith, Jay Jackson, Jeffrey Catherine Jones, Jack Katz, Aline Kominsky-Crumb, Win Mortimer, Diane Noomin, Gaspar Saladino, Kim Thompson, Garry Trudeau, Mort Walker, Tatjana Wood / Brian Bolland, Ann Nocenti, Tim Sale, Diana Schutz
- 2024 – Kim Deitch, Creig Flessel, A.B. Frost, Billy Graham, Gary Groth, Albert Kanter, Warren Kremer, Oscar Lebeck, Don McGregor, Frans Masereel, Keiji Nakazawa, Noel Sickles, Cliff Sterrett, Elmer C. Stoner, Bryan Talbot, Ron Turner, George Tuska, Lynn Varley, James Warren / Klaus Janson, Jim Lee, Mike Mignola, Jill Thompson
- 2025 – Peter Arno, Gus Arriola, Steve Bissette, Wilhelm Busch, Lucy Shelton Caswell, Philippe Druillet, Phoebe Gloeckner, Richard "Grass" Green, Rea Irvin, Jack Kamen, Joe Maneely, Shigeru Mizuki, Bob Oksner, Bob Powell, Joe Sacco, Bill Schanes, Steve Schanes, Ira Schnapp, Phil Seuling, Frank Stack och Angelo Torres / Junji Itō, Kyle Baker, Eddie Campbell, Roz Chast, Dan Clowes, Todd Klein, John Romita Jr.